# Tướng Thổ
Tướng Thổ (chữ Hán: 相土, 2350 TCN - ?) là tên vị thủ lĩnh thứ ba của bộ tộc Thương thời nhà Hạ, ông là con của Chiêu Minh và là cháu nội của Tiết, Tử Lý Thành Thang vua khai quốc của triều đại nhà Thương chính là hậu duệ đời thứ 12 của ông.
Truyền rằng khi Tướng Thổ lên ngôi ông không ngừng thực hiện chính sách di dân khai khẩn những vùng đất mới, vì vậy trong giai đoạn ông trị vì nước Thương thì thế lực của nước này thời kỳ biên cương rộng nhất đã vươn tới tận bờ Bột Hải. Từ trước Tướng Thổ đã rất trú trọng việc phát triển về nông nghiệp, nay lại có thêm bờ biển cho nên mở mang thêm đánh bắt hải sản khiến nước Thương làm ăn rất phát đạt. Nói chung ngành thương mại của Trung Quốc có khởi thủy từ việc trao đổi hàng hóa bắt đầu từ thời Tướng Thổ, nghề sản xuất muối cũng có gốc gác từ đây bởi người Trung Hoa lúc này mới khống chế được bờ biển.
Sau khi Tướng Thổ qua đời, con là Xương Nhược thay cha lãnh đạo nước Thương.